# Daily Sun (Bangladesh)
Daily Sun est un quotidien de langue anglaise publié à Dacca, au Bangladesh, fondé en 2010. Il exploite également un portail de nouvelles en anglais www.daily-sun.com et un portail de nouvelles en bengali www.bangla.daily-sun.com, en plus de maintenir un site Web www.edailysun.com pour la version électronique des exemplaires publiés. Le journal principal a vingt-quatre pages dont quatre pages sur les affaires et deux pages sur le sport qui s'appelle « Gagnant ». Le groupe East West Media Group, une entreprise du groupe Bashundhara, est propriétaire de «The Daily Sun ».

## Description
The Daily Sun est un quotidien de langue anglaise publié à Dacca, au Bangladesh. Il publie également des nouvelles quotidiennes en langue bengali. Il a été fondé en 2010. Le journal principal a 28 pages dont 4 pages sur les affaires et 8 pages sur le sport qui s'appelle « Gagnant ».
Lorsque le journal a critiqué le rôle du ministre de la marine marchande dans l'octroi des licences et la violation des règles de circulation par les conducteurs, les travailleurs des transports ont fait des raids et pillé les véhicules de livraison. Un journaliste du Daily Sun basé à New York, Santosh Mandal, est décédé en 2016 d'une crise cardiaque. Le Daily Sun appartient à East West Media Group, qui fait partie du groupe Bashundhara, ainsi que le Bangladesh Pratidin, Kaler Kantho et au portail de nouvelles en ligne Banglanews24.com,.

## Procès en diffamation
Le 22 décembre 2011, Ashiyan City Homes Ltd a déposé une plainte en diffamation contre les rédacteurs en chef du Daily Sun, du quotidien Kaler Kantho et du Bangladesh Protidin pour avoir publié une nouvelle en novembre. Les accusés sont le Dr Syed Anwar Husain, rédacteur en chef du Daily Sun, Imdadul Haque Milon, rédacteur en chef par intérim du quotidien Kaler Kantho, et Naim Nizam, rédacteur en chef du quotidien Bangladesh Protidin. Le directeur général d'Ashiyan City Homes Ltd, Nazrul Islam Bhuiyan, a porté plainte contre l'accusé devant le tribunal de première instance de Dacca.
Dans sa plainte, Nazrul a déclaré que les trois quotidiens du 22 novembre avaient publié un article intitulé « Ashiyan City Homes Ltd a été arrêté alors qu'il tentait d'obtenir un prêt de dix crore de takas montrant un document contrefait ». La nouvelle était fausse et fabriquée de toutes pièces et ternissait son image dans la société.

## Suppléments hebdomadaires
Ses suppléments hebdomadaires comprennent :
- Groove
- The Hood
- Morning Tea